# Elezioni presidenziali a Gibuti del 1993
Le elezioni presidenziali a Gibuti del 1993 si tennero il 7 maggio e videro la vittoria di Hassan Gouled Aptidon, rieletto alla guida del paese.
A seguito della decisione scaturita dall'esito del referendum costituzionale del 1992, le elezioni presidenziali del 1993 hanno visto la reintroduzione di un sistema multipartitico per la prima volta dal 1977, anno dell'indipendenza di Gibuti. Sono inoltre state le prime con più di un solo candidato presentatosi.

## Contesto
La competizione ha visto affiancare al presidente uscente Mohamed Djama Elabé, candidato del Partito per il Rinnovamento Denocratico (PRD) e Aden Robleh Awaleh, per il Partito Nazionale Democratico (PND). Ad essi si sono affiancati Mohamed Moussa Ali e Ahmed Ibrahim Abdi, presentatisi come indipendenti.
Le votazioni, caratterizzate dalla bassa affluenza (50,26%), hanno visto la netta affermazione di Aptidon con il 60,75% dei voti, e la sua riconferma come Presidente.

## Risultati
| Candidati             | Partiti                                                 | Voti   | %     |
| --------------------- | ------------------------------------------------------- | ------ | ----- |
| Hassan Gouled Aptidon | Raggruppamento Popolare per il Progresso                | 45 162 | 60,75 |
| Mohamed Djama Elabé   | Movimento per il Rinnovamento Democratico e lo Sviluppo | 16 386 | 22,04 |
| Aden Robleh Awaleh    | Partito Nazionale Democratico                           | 9 143  | 12,30 |
| Mohamed Moussa Ali    | Indipendente                                            | 2 185  | 2,94  |
| Ahmed Ibrahim Abdi    | Indipendente                                            | 1 466  | 1,97  |
| Totale                | Totale                                                  | 74 342 | 100   |